# Fecehavas
Fecehavas románul: Fețeni, falu Romániában, Erdélyben, Fehér megyében.

## Fekvése
Kudzsir közelében fekvő település.

## Története
Fecehavas korábban Kudzsir része volt, 1956 körül vált külön, 241 lakossal. 1966-ban 182 lakosa volt, melyből 164 román, 18 magyar volt. 1977-ben 113, 1992-ben 119, 2002-ben pedig 66 román lakosa volt.